# Darulmakmurstadion
Het Darulmakmurstadion  (Maleis: Stadium Darul Makmur) is een multifunctioneel stadion in Kuantan, Maleisië. 
Het stadion wordt vooral gebruikt voor voetbalwedstrijden, de voetbalclubs Pahang FA en Kuantan FA maken gebruik van dit stadion. Om het veld heen is een atletiekbaan, er kunnen dus ook atletiekwedstrijden georganiseerd worden. Het werd geopend in 1970. In het stadion is plaats voor 40.000 toeschouwers.